# 안효대
안효대(安孝大, 1955년 7월 27일~)는 대한민국의 정치인이다. 제18·19대 국회의원을 지냈다.

## 약력
- 청기초등학교 졸업
- 수비중학교 졸업
- 청구고등학교 졸업
- 계명대학교 경영학 학사

## 경력
- ROTC 장교출신
- 1980. 8.~1994. 12. 현대중공업 경영지원본부 근무(엔진기계 사업부)
- 울산광역시 동구 평생학습도시협의회 위원
- 국민통합21 중앙당 총무부 국장
- 2004. 7.~2008. 3. 정몽준의원 사무국 사무국장
- 2016년 9월 새누리당 재해대책위원회 위원장
- ~2018년 9월 자유한국당 울산동구 당협위원장
- 2018년 8월~2019년 8월 자유한국당 울산시당위원장
- 2018년 12월~2020년 2월: 자유한국당 울산시당 동구 당협위원장
- 2019년 3월: 자유한국당 당대표 특별보좌역
- 2020년 3월: 미래통합당 울산시당 대한민국 바로잡기 선거대책위원회 상임고문
- 2021년 9월~2021년 11월: 국민의힘 홍준표 제20대 대통령 선거 예비후보 jp희망캠프 상황실장
- 민선 8기 울산광역시장직 인수위원회 위원장
- 2022년 7월~: 울산광역시 경제부시장
- 대한민국헌정회 청년정책특별위원장
- 대한민국헌정회 19대별국회의원회회장

## 의정활동

### 18대 의정활동
- 2008년 5월~2012년 제18대 한나라당 국회의원(울산 동구)
  - 2008년 5월~2009년 7월 한나라당 울산시당 위원장
  - 2008년 6월~2010년 5월 국회 기획재정위원회 위원
  - 2009년 9월~2010년 5월 한나라당 원내부대표
  - 2010년 6월~2012년 5월 18대 후반기 국회 행정안전위원회 위원
  - 2010년 11월~2012년 5월 한나라당 북한인권위원회 위원
  - 2010년 12월~2012년 5월 한나라당 정조위원회 부위원장
  - 2011년 6월~2012년 5월 국회 예산결산특별위원회 위원
  - 2011년 8월~2012년 5월 국회 행정안전위원회 한나라당 간사
  - 2011년 8월~2012년 5월 국회 행정안전위원회 법안심사소위원장

### 19대 의정활동
- 2012년 5월~2016년 5월 제19대 새누리당 국회의원(울산 동구)
  - 2012년 7월~2014년 5월 제19대 국회 국토해양위원회 위원
  - 2012년 7월 제19대 국회 예산결산특별위원회 위원
  - 2013년 7월 새누리당 중앙재해대책위원회 위원장
  - 2013년 8월 제19대 국회 예산결산특별위원회 위원
  - 2014년 6월~2016년 5월 제19대 국회 후반기 농림축산식품해양수산위원회 간사
  - 2014년 6월~2015년 7월 새누리당 울산광역시당 위원장
  - 2015년 2월 새누리당 정책위원회 부의장

## 역대 선거 결과
|  | 51.39% |

|  | 51.54% |

|  | 32.75% |

## 같이 보기
- 동구 (울산 선거구)
- 울산 동구의 국회의원
- 울산광역시 부시장